# Loktschim
Der Loktschim (russisch Локчим; auch Лэкчим, Lektschim, Локшма, Lokschma oder Лонгима, Longima) ist ein 272 (mit Quellfluss Badju 322) Kilometer langer linker Nebenfluss der Wytschegda im Nordosten des europäischen Teils Russlands.

## Verlauf
Der Loktschim entsteht im Süden der Republik Komi in 137 m Höhe auf den etwa 50 km langen Quellflüssen Badju von rechts und Sedju von links. Er fließt zunächst in südöstlicher Richtung, beschreibt dann einen weiten Bogen zunächst in südwestliche, dann nordwestliche bis nördliche Richtung durch die Taiga. In seinem zumeist sumpfigen Tal mäandriert der Fluss stark. Er mündet schließlich beim Dorf Ust-Lektschim (Ust-Loktschim), knapp 50 km ostnordöstlich von Syktywkar, in 82 m Höhe in die Wytschegda, den größten Nebenfluss der Nördlichen Dwina.
Die bedeutendsten Nebenflüsse Pewk, Wuktyl, Sol, Lepju (Lopju), Tsched und Bolschoi Pewk („Großer Pewk“) münden allesamt von links ein.

## Hydrographie
Das Einzugsgebiet des Loktschim umfasst 6.600 km². In Mündungsnähe erreicht der Fluss eine Breite von etwa 70 Meter bei einer Tiefe von bis zu zwei Metern; die Fließgeschwindigkeit beträgt hier 0,7 m/s.
Der Loktschim gefriert von Ende Oktober/Anfang November bis April. Die Wasserführung bei Bojarkeros, 53 Kilometer oberhalb der Mündung, beträgt im Jahresdurchschnitt 53,6 m³/s bei einem Minimum von 15,7 m³/s im Februar und einem Maximum von 246 m³/s im Mai.

## Infrastruktur und Wirtschaft
Der Loktschim ist ab dem Dorf Lopydino unterhalb der Einmündung des Lepju auf 154 km schiffbar.
Städte gibt es am Fluss nicht, aber eine Reihe von Dörfern wie Namsk, Mordino und Postykeros. Diese liegen hauptsächlich entlang der Straße, die Lopygino mit dem Rajonverwaltungszentrum Kortkeros verbindet, das am linken Ufer der Wytschegda acht Kilometer unterhalb der Loktschim-Mündung sowie an der Regionalstraße R26 Syktywkar – Troizko-Petschorsk liegt. Das vom Loktschim durchflossene Gebiet wird stark forstwirtschaftlich genutzt.